# دهستان تیتکانلو
شهر تیتکانلو یکی از شهرهای شهرستان فاروج در استان خراسان شمالی ایران است. این شهر در بخش خبوشان قرار دارد و براساس سرشماری مرکز آمار ایران در سال ۱۳۹۰، جمعیت آن 20000 نفر (در 6000 خانوار) بوده‌است.